# Neus Real i Mercadal
Neus Real i Mercadal (Barcelona, 1968) és una historiadora de la literatura i professora catalana especialitzada en les escriptores de preguerra. Doctora en Filologia Catalana per la Universitat Autònoma de Barcelona (UAB), ha dedicat la seva trajectòria a la recerca i divulgació de la literatura catalana, amb especial atenció a les autores del segle xx. És membre del grup de recerca GRETEL i ha publicat nombrosos treballs, incloent-hi la biografia d’Aurora Bertrana, i estudis sobre Mercè Rodoreda. També impulsa projectes d’educació literària i ha contribuït a la recuperació de la memòria històrica d’escriptores com Lola Anglada i Maria Teresa Vernet.

## Publicacions
- Dona i cultura a Terrassa entre 1923 i 1936: Maria Verger, terrassenca d'adopció (amb Isabel Graña). Terrassa: Ajuntament de Terrassa, 1997.
- El Club Femení i d'Esports de Barcelona, plataforma d'acció cultural. Barcelona: Publicacions de l'Abadia de Montserrat, 1998.
- "De la xocolata amb melindros a la mostassa alemanya: Aurora Bertrana, un nou model de la intel·lectual catalana moderna", dins Glòria Granell, Daniel Montañà i Josep Rafart (ed): Aurora Bertrana, una dona del segle xx. Barcelona: Publicacions de l'Abadia de Montserrat, 2001, p. 25-35.[8]
- “Pròleg. Una tradició d'autores catalanes”, dins 21 escriptores per al segle XXI. Barcelona: Edicions Proa, 2004.
- Mercè Rodoreda: l'obra de preguerra. Barcelona: Publicacions de l'Abadia de Montserrat, 2005.
- Les novel·listes dels anys trenta: obra narrativa i recepció crítica. Publicacions de l'Abadia de Montserrat, Textos i estudis de cultura catalana, 2006.
- Dona i literatura a la Catalunya de preguerra. Publicacions de l'Abadia de Montserrat, Textos i estudis de cultura catalana, 2006.
- Aurora Bertrana, periodista dels anys vint i trenta. Barcelona: Curbet Comunicació Gràfica, 2007.
- Dona i esport a la Catalunya dels anys trenta. Esplugues de Llobregat: Consell Català de l'Esport, 2008.
- Aurora Bertrana i Salazar. Ajuntament de Girona, 2018.